# Wimbledon Championships 1991
Die 105. Wimbledon Championships fanden vom 24. Juni bis zum 7. Juli 1991 in London, Großbritannien statt. Ausrichter war der All England Lawn Tennis and Croquet Club.

## Herreneinzel

### Setzliste
| Nr. | Spieler       | Erreichte Runde |
| --- | ------------- | --------------- |
| 01. | Stefan Edberg | Halbfinale      |
| 02. | Boris Becker  | Finale          |
| 03. | Ivan Lendl    | 3. Runde        |
| 04. | Jim Courier   | Viertelfinale   |
| 05. | Andre Agassi  | Viertelfinale   |
| 06. | Michael Stich | Sieg            |
| 07. | Guy Forget    | Viertelfinale   |
| 08. | Pete Sampras  | 2. Runde        |

| Nr. | Spieler                | Erreichte Runde |
| --- | ---------------------- | --------------- |
| 09. | Michael Chang          | 1. Runde        |
| 10. | Goran Ivanišević       | 2. Runde        |
| 11. | Emilio Sánchez Vicario | 1. Runde        |
| 12. | Andrei Tscherkassow    | 1. Runde        |
| 13. | Jakob Hlasek           | 2. Runde        |
| 14. | Karel Nováček          | Achtelfinale    |
| 15. | Brad Gilbert           | 3. Runde        |
| 16. | John McEnroe           | Achtelfinale    |

## Dameneinzel

### Setzliste
| Nr. | Spielerin               | Erreichte Runde |
| --- | ----------------------- | --------------- |
| 01. | Steffi Graf             | Sieg            |
| 02. | Gabriela Sabatini       | Finale          |
| 03. | Martina Navratilova     | Viertelfinale   |
| 04. | Arantxa Sánchez Vicario | Viertelfinale   |
| 05. | Mary Joe Fernández      | Halbfinale      |
| 06. | Jana Novotná            | 2. Runde        |
| 07. | Zina Garrison           | Viertelfinale   |
| 08. | Katerina Maleewa        | Achtelfinale    |

| Nr. | Spielerin         | Erreichte Runde |
| --- | ----------------- | --------------- |
| 09. | Jennifer Capriati | Halbfinale      |
| 10. | Helena Suková     | 1. Runde        |
| 11. | Nathalie Tauziat  | Achtelfinale    |
| 12. | Natallja Swerawa  | 2. Runde        |
| 13. | Anke Huber        | Achtelfinale    |
| 14. | Amy Frazier       | Achtelfinale    |
| 15. | Sandra Cecchini   | 1. Runde        |
| 16. | Judith Wiesner    | Achtelfinale    |

## Herrendoppel

### Setzliste
| Nr. | Paarung                        | Erreichte Runde |
| --- | ------------------------------ | --------------- |
| 01. | Scott Davis David Pate         | Achtelfinale    |
| 02. | John Fitzgerald Anders Järryd  | Sieg            |
| 03. | Rick Leach Jim Pugh            | 1. Runde        |
| 04. | Grant Connell Glenn Michibata  | Halbfinale      |
| 05. | Gary Muller Danie Visser       | 2. Runde        |
| 06. |                                | Rückzug         |
| 07. | Patrick Galbraith Todd Witsken | Viertelfinale   |
| 08. | Todd Woodbridge Mark Woodforde | Viertelfinale   |

| Nr. | Paarung                       | Erreichte Runde |
| --- | ----------------------------- | --------------- |
| 09. | Udo Riglewski Michael Stich   | 1. Runde        |
| 10. | Luke Jensen Laurie Warder     | 2. Runde        |
| 11. | Kelly Jones Jorge Lozano      | 2. Runde        |
| 12. | Paul Haarhuis Mark Koevermans | Achtelfinale    |
| 13. | Jim Grabb Patrick McEnroe     | 1. Runde        |
| 14. | Neil Broad Kevin Curren       | 1. Runde        |
| 15. | Wayne Ferreira Piet Norval    | Halbfinale      |
| 16. | Broderick Dyke Peter Lundgren | 1. Runde        |

## Damendoppel

### Setzliste
| Nr. | Paarung                               | Erreichte Runde |
| --- | ------------------------------------- | --------------- |
| 01. | Gigi Fernández Jana Novotná           | Finale          |
| 02. | Laryssa Sawtschenko Natallja Swerawa  | Sieg            |
| 03. | Arantxa Sánchez Vicario Helena Suková | Viertelfinale   |
| 04. | Mary Joe Fernández Zina Garrison      | Halbfinale      |
| 05. | Kathy Jordan Lori McNeil              | Viertelfinale   |
| 06. | Nicole Provis Elizabeth Smylie        | Achtelfinale    |
| 07. | Gretchen Magers Robin White           | Viertelfinale   |
| 08. | Martina Navratilova Pam Shriver       | Halbfinale      |

| Nr. | Paarung                                  | Erreichte Runde |
| --- | ---------------------------------------- | --------------- |
| 09. | Elise Burgin Patty Fendick               | 1. Runde        |
| 10. | Katrina Adams Manon Bollegraf            | Viertelfinale   |
| 11. | Jennifer Capriati Mercedes Paz           | Achtelfinale    |
| 12. | Jill Hetherington Kathy Rinaldi Stunkel  | Achtelfinale    |
| 13. | Claudia Kohde-Kilsch Elna Reinach        | Achtelfinale    |
| 14. | Nathalie Tauziat Judith Wiesner          | Achtelfinale    |
| 15. | Rosalyn Fairbank-Nideffer Brenda Schultz | 2. Runde        |
| 16. | Lise Gregory Alysia May                  | 2. Runde        |

## Mixed

### Setzliste
| Nr. | Paarung                           | Erreichte Runde |
| --- | --------------------------------- | --------------- |
| 01. | Natallja Swerawa Jim Pugh         | Finale          |
| 02. | Elizabeth Smylie John Fitzgerald  | Sieg            |
| 03. | Robin White Scott Davis           | 1. Runde        |
| 04. | Zina Garrison Rick Leach          | 2. Runde        |
| 05. | Patty Fendick Patrick Galbraith   | 1. Runde        |
| 06. | Jill Hetherington Glenn Michibata | Viertelfinale   |
| 07. | Mary Joe Fernández David Wheaton  | Rückzug         |
| 08. | Kathy Rinaldi Grant Connell       | Halbfinale      |

| Nr. | Paarung                                | Erreichte Runde |
| --- | -------------------------------------- | --------------- |
| 09. | Nicole Provis Todd Woodbridge          | Achtelfinale    |
| 10. | Rosalyn Fairbank-Nideffer Danie Visser | 2. Runde        |
| 11. | Kathy Jordan Ken Flach                 | 2. Runde        |
| 12. | Arantxa Sánchez Vicario Jorge Lozano   | 2. Runde        |
| 13. | Helena Suková Cyril Suk                | Achtelfinale    |
| 14. | Elise Burgin Jim Grabb                 | 1. Runde        |
| 15. | Lise Gregory Wayne Ferreira            | 1. Runde        |
| 16. | Pam Shriver Mark Kratzmann             | 2. Runde        |